# Đại hội Thể thao Trong nhà châu Á 2005
Đại hội Thể thao Trong nhà châu Á 2005 là kì đại hội đầu tiên được tổ chức tại Băng Cốc, Thái Lan từ ngày 12 tháng 11 đến 19 tháng 11 năm 2005.

## Nét đặc trưng

### Biểu trưng chính thức
Biểu trưng chính thức của Đại hội lần 1 chứa đựng 9 ngôi sao toả sáng, và 9 ngôi sao đó thể hiện cho ý muốn chung của toàn thể cư dân châu Á: 
1. Tinh thần nhân loại
2. Tinh thần thể thao
3. Xây dựng tình hữu nghị
4. Phát triển thể lực
5. Truyền cảm hứng
6. Tư duy sáng tạo
7. Tình đoàn kết
8. Sự thanh bình
9. Tự do cho nhân loại

Mặt trời đỏ là biểu tượng cho Hội đồng Thể thao châu Á.
Đường cong đỏ, xanh và đường cong vàng kim tạo thành hình tượng chữ A, vốn đại diện cho toàn thể Á châu, cùng với nó là ý nghĩa về hình tượng mái nhà Thái nóc cong. Đường cong vàng được thiết kế nằm ngang như một nụ cười của người dân Thái chào đón bạn bè đến thăm.
Thái Lan thật sự nhận được sự tin yêu, tiếng vang và lòng tự tin từ các quốc gia thành viên OCA để đăng cai kì đại hội thể thao trong nhà đầu tiên của châu Á.

### Linh vật
Linh vật được chọn cho kì đại hội này là một chú voi vì voi có là loài vật có khả năng nhìn trước tương lai, báo trước một tiền tàng cho đất nước Thái. Bên cạnh đó, voi còn là một loài vật quả cảm, một con thú thông minh có khả năng phục vụ vào nhiều dịp lễ long trọng cũng như trong phòng chống thiên tai.
Mỗi môn thể thao được minh hoạ bằng hình tượng một chú voi châu Á. Người lớn và trẻ nhỏ sẽ phải yêu quý hình tượng này, say mê ngắm nhìn và lưu giữ nó như một kỷ vật sau kì Đại hội.
Chú voi xanh tên Hey và vàng tên Há. Cả hai là đại diện cho sự náo nhiệt, vui tươi và thư thái, do đó phản ánh bản chất tốt đẹp của Đại hội Thể thao trong nhà châu Á.

## Các môn thể thao
| - Aerobic (4) - Khiêu vũ thể thao (12) - X-Sports (12) - Bóng đá trong nhà (2) - Cầu mây (2) | - Điền kinh trong nhà (26) - Đua xe đạp trong nhà (5) - Muay (17) - Bơi lội (40) |

## Bảng thành tích
Quốc gia đăng cai được tô màu sáng
| 1  | Trung Quốc         | 24 | 19 | 14 | 57 |
| 2  | Kazakhstan         | 23 | 15 | 6  | 44 |
| 3  | Thái Lan           | 19 | 21 | 34 | 74 |
| 4  | Hồng Kông          | 12 | 9  | 5  | 26 |
| 5  | Ấn Độ              | 7  | 3  | 8  | 18 |
| 6  | Uzbekistan         | 6  | 7  | 9  | 22 |
| 7  | Đài Bắc Trung Hoa  | 6  | 4  | 3  | 13 |
| 8  | Nhật Bản           | 6  | 2  | 6  | 14 |
| 9  | Hàn Quốc           | 5  | 7  | 10 | 22 |
| 10 | Ma Cao, Trung Quốc | 3  | 6  | 5  | 14 |
| 11 | Iran               | 3  | 5  | 2  | 10 |
| 12 | Qatar              | 2  | 2  | 2  | 6  |
| 13 | Jordan             | 1  | 1  | 4  | 6  |
| 14 | Indonesia          | 1  | 1  | 2  | 4  |
| 15 | Philippines        | 1  | 0  | 2  | 3  |
| 16 | Malaysia           | 1  | 0  | 0  | 1  |
| 17 | Singapore          | 0  | 6  | 4  | 10 |
| 18 | Lào                | 0  | 5  | 2  | 7  |
| 19 | Iraq               | 0  | 3  | 3  | 6  |
| 20 | Kuwait             | 0  | 2  | 3  | 5  |
| 21 | Việt Nam           | 0  | 1  | 1  | 2  |
| 22 | Pakistan           | 0  | 1  | 0  | 1  |
| 22 | Syria              | 0  | 1  | 0  | 1  |
| 24 | CHDCND Triều Tiên  | 0  | 0  | 1  | 1  |
| 24 | Kyrgyzstan         | 0  | 0  | 1  | 1  |
| 24 | Oman               | 0  | 0  | 1  | 1  |